# Ljubawitschi
Ljubawitschi (russisch Любавичи, belarussisch Любавічы Ljubawitschy) ist ein Ortsteil der russischen Kleinstadt Rudnja (Rudnjanski rajon) in der Oblast Smolensk.
Der Ort liegt 15 km südwestlich vom Kernbereich von Rudnja und 10 km entfernt von der südwestlich verlaufenden Grenze zu Belarus. Durch den Ort fließt die Beresina, ein Nebenfluss des Dnepr.
Der Name des Ortes wurde insbesondere bekannt durch die nach ihm benannte jüdisch-orthodoxe, chassidische Bewegung und Dynastie Lubawitsch (jiddisch: ליובאוויטש, Ljubawitsch) oder Chabad (hebräisch: חב"ד), die nach der Übersiedelung von Ljady hier ihren Mittelpunkt hatte. Die Anhänger werden Lubawitscher Chassiden oder einfach Lubawitscher genannt, der Anführer der Bewegung heißt Lubawitscher Rebbe.
Im Dorf sind die Mariä-Himmelfahrts-Kirche aus dem 18. Jahrhundert und der jüdische Friedhof erhalten.